# Duplachionaspis
Duplachionaspis är ett släkte av insekter. Duplachionaspis ingår i familjen pansarsköldlöss.

## Dottertaxa tillDuplachionaspis, i alfabetisk ordning[1]
- Duplachionaspis africana
- Duplachionaspis androkae
- Duplachionaspis arthrocnemi
- Duplachionaspis asparagi
- Duplachionaspis bara
- Duplachionaspis berlesii
- Duplachionaspis boquetensis
- Duplachionaspis brevipora
- Duplachionaspis circularis
- Duplachionaspis cryptoloba
- Duplachionaspis cymbopogoni
- Duplachionaspis displicata
- Duplachionaspis divergens
- Duplachionaspis erianthi
- Duplachionaspis eritreana
- Duplachionaspis exalbida
- Duplachionaspis fujianensis
- Duplachionaspis graminella
- Duplachionaspis graminis
- Duplachionaspis hova
- Duplachionaspis humilis
- Duplachionaspis maroccana
- Duplachionaspis monodi
- Duplachionaspis natalensis
- Duplachionaspis noaeae
- Duplachionaspis oblonga
- Duplachionaspis paolii
- Duplachionaspis rotundata
- Duplachionaspis saccharifolii
- Duplachionaspis sansevieriae
- Duplachionaspis sicula
- Duplachionaspis subtilis
- Duplachionaspis ugandae
- Duplachionaspis welwitschiae
- Duplachionaspis zuluensis